# Hrázděné zdivo

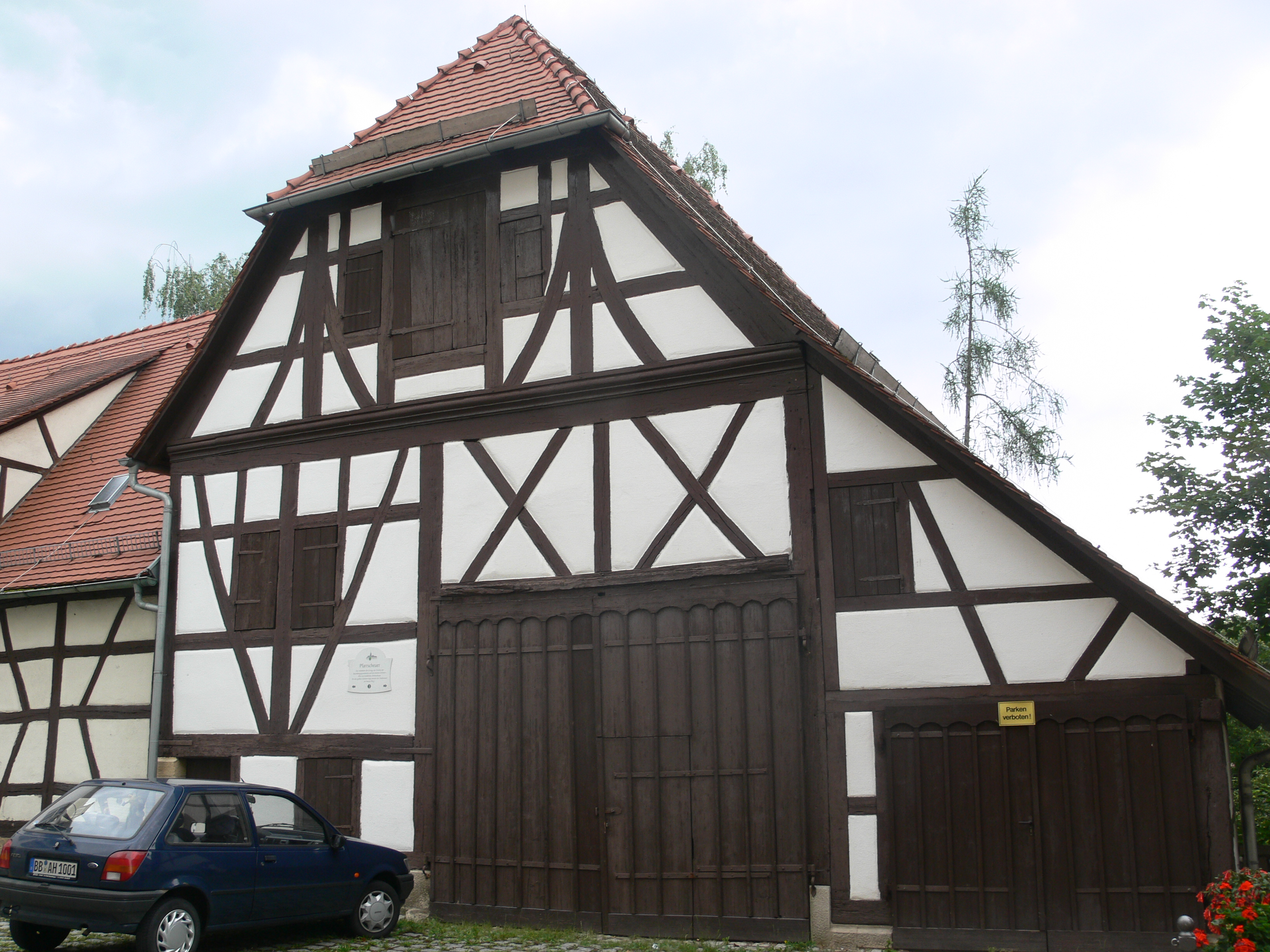
Německý hrázděný dům

Hrázděné zdivo je typ zdění, při kterém je dřevěná trámová nosná konstrukce vyplněna hliněnou maltou omazanými dřevěnými tyčkami tzv. loučemi, případně cihlami, či výjimečně kameny. Výplň je pak omítnuta, trámy však (až na výjimky) nikoli – vzniká tak typická podoba hrázděného zdiva.
V českých zemích není tento způsob stavby zdí příliš častý, vyskytuje se především v oblastech bývalých Sudet. Zcela běžný je v Německu.

## Konstrukce

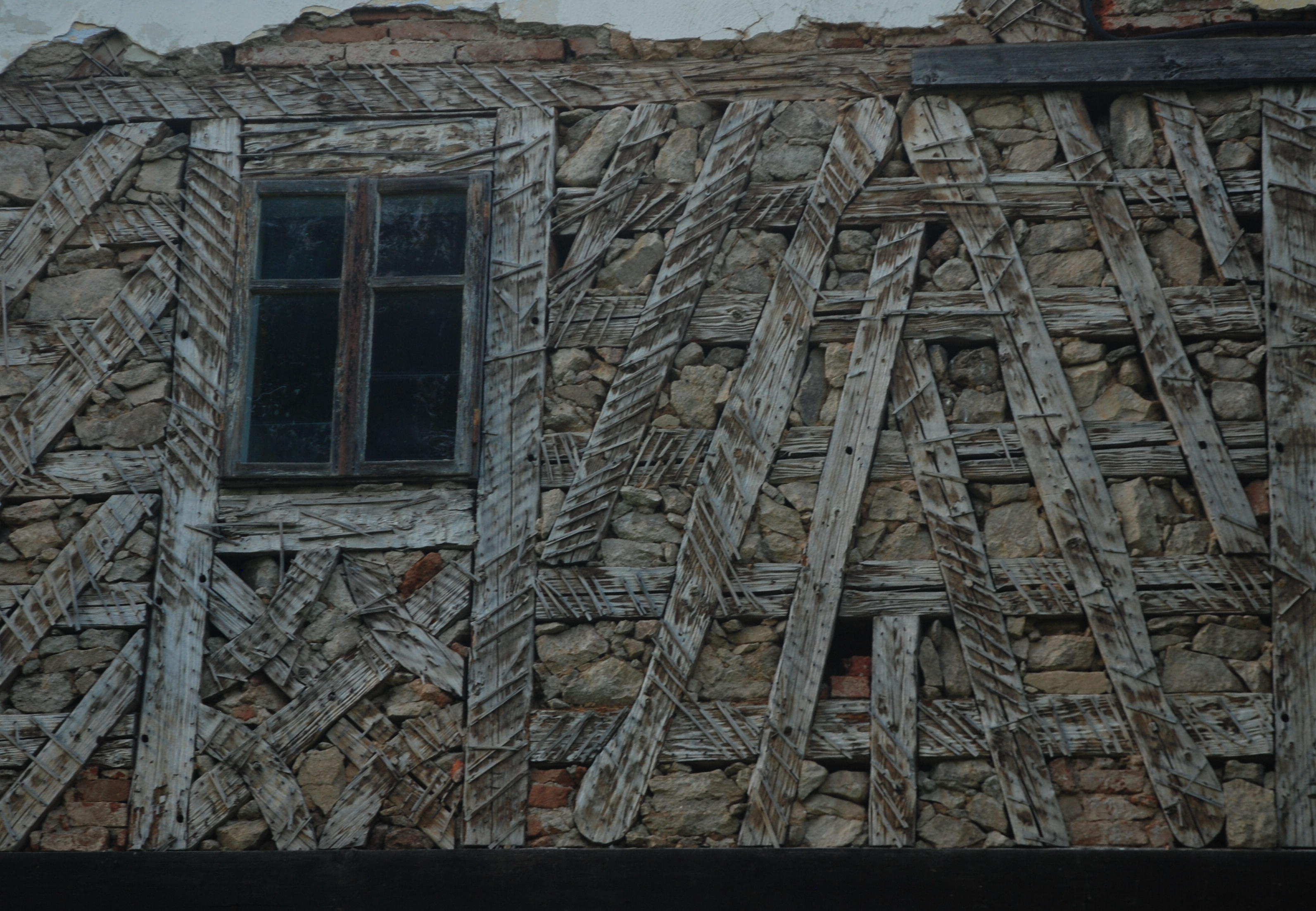
Odhalená hrázděná konstrukce v Neblažově (okr. Tachov)

Hrázděné stavby jsou ojedinělým konstrukčním stavebním systémem na bázi dřeva. Konstrukční systém tvoří kombinace dřevěných trámových prvků, které vytvářející celistvou nosnou kostru, jež je nejčastěji vyplněna cihelným zdivem. V historických dobách se pro výplně používalo velmi často hliněné mazaniny plněné slámou, tento způsob byl později vytlačen již zmíněným cihelným zdivem nebo v některých případech kamenným zdivem.

## Historie
Hrázděné stavby historicky vznikaly v období 12. století v oblasti středního Porýní. Nahrazovaly dřívější celodřevěné roubené stavby. Podnětem k jejich vzniku byla úspora dřevěného materiálu. Nejdříve, jak bylo už výše zmíněno, byly výplně prováděny z hliněno-slámové mazaniny, která byla později nahrazena kvalitnějšími cihelnými nebo kamennými výplněmi. Tento typ hrázděných staveb se později rozšířil po celé Evropě. Tradičními lokalitami hrázděných staveb je Německo, Švýcarsko, Rakousko, ale také Anglie nebo Francie. V Česku se nejčastěji vyskytují tyto stavby v dříve německojazyčném pohraničí (severní a západní Čechy, severní Morava).
K velkému rozmachu hrázděných staveb došlo na přelomu 18. a 19. století. Původně tyto stavby vznikaly ve městech a později se rozšířily i na venkov. Ve městech byly hrázděné stavby s příchodem nových stavebních technologií postupně vytlačovány celozděnými nebo později betonovými stavbami. Stávající hrázděné stavby byly přestavovány nebo zbourány a nahrazeny novou výstavbou. 

## Dochované příklady
Dochovaným příkladem měšťanských staveb je část chebského náměstí. Jak je z fotografií patrné, spodní část staveb byla přestavěna a z čistě hrázděné stavby zůstala pouze horní patra.

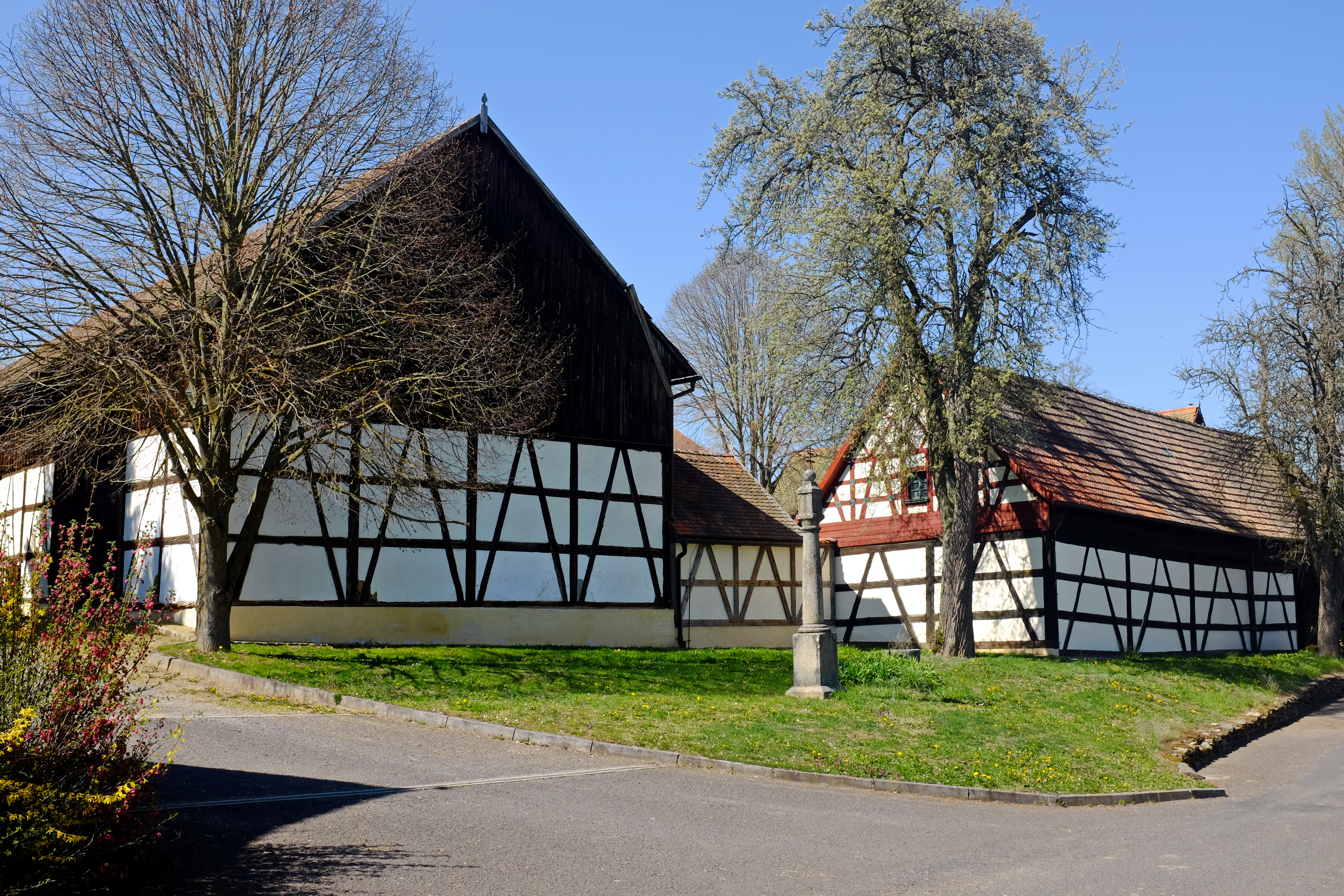
Dům s hrázděným zdivem č. p. 15 v Doubravě (2019)

Pěkným příkladem venkovských staveb jsou některé dochované památkové rezervace například ve vesnici Doubrava ležící v pohraničí mezi Mariánskými Lázněmi a Chebem nebo vesnice Nový Drahov. Tyto stavby jsou zajímavé především fortelným provedením při napojování dřevěných prvků a zároveň pěkným ztvárněním lidových motivů na zdobení křížení jednotlivých dřevěných prvků.